# ترونینگ، هالمستاد
ترونینگ، هالمستاد (به سوئدی: Trönninge, Halmstad) یک سکونتگاه مسکونی در سوئد است که در شهر هالمستاد واقع شده‌است.

## خصوصیات
ترونینگ ۱٫۲۶ کیلومترمربع مساحت و ۱٬۵۰۴ نفر جمعیت دارد.